# Son of Ingagi
Son of Ingagi ist ein US-amerikanischer Horror-Science-Fiction-Film von Richard C. Kahn aus dem Jahr 1940. Trotz des Namens handelt es sich nicht um eine Fortsetzung zu Ingagi – Der Herr der Wildnis. Son of Ingagi gilt als erster Film seines Genres mit einer rein schwarzen Besetzung. Der Film basiert auf Spencer Williams Kurzgeschichte House of Horror.

## Handlung
Nach der Hochzeit von Eleanor und Bob Lindsay bittet die schrullige und geizige alte Dame Dr. Helen Jackson ihren Anwalt ihr Testament zu ändern. Der Anwalt macht sich an die Änderung und erfährt, dass Helen einst in Eleanors Vater verliebt war, jedoch aus lauter Gram, dass er dessen Mutter bevorzugte, nach Afrika gereist war. Dort hat sie ein beträchtliches Vermögen mit nach Hause gebracht. Nach der Testamentsänderung taucht ihr Bruder Zeno auf, der ihr Büro nach dem Gold durchsucht. Doch sie schlägt einen Gong und eine Art Affenmensch namens N’Gina erscheint aus seinem Geheimversteck im Laboratorium der Dame. Voller Angst flieht Zeno. N’Gina soll das Missing Link zwischen Affe und Mensch sein. Das Exemplar, das Helen mit nach Amerika gebracht hat, stammt ursprünglich aus Afrika und ist ihr Gehilfe.
Später, in ihrem Labor, entwickelt Helen ein Elicxir, das zum Wohle der Menschheit dienen soll. Doch N’Gina trinkt es unbemerkt und gerät in unaufhaltsame Wut. In dieser Wut tötet er seine Herrin. Die Lindsays bekommen das Haus zugesprochen, geraten aber in Mordverdacht. Als sich die Beschuldigungen jedoch in Wohlgefallen auflösen, ziehen sie in dem Haus ein.
Im Haus verschwindet häufig das Essen. Als der Testamentsvollstrecker noch weitere Unterlagen einsehen will, schlägt er versehentlich auf den Gong und wird ermordet. Detective Nelson wird mit dem Fall beauftragt und schiebt ab nun an Wache auf dem Anwesen. Als Zeno erneut in das Haus eindringt, versucht Eleanor ihn aufzuhalten, trifft aber versehentlich ihren Ehemann.
Zeno stößt auf den Geheimgang in den Keller und findet dort auch das Gold. Als er es stehlen will, überwältigt ihn N’Gina. Die Schreie rufen den Detective, Eleanor und Bob auf den Plan. Sie durchsuchen das ganze Haus. Letztlich findet Eleanor N’Gina. Doch dieser verschleppt sie in den Keller. Dort verursacht er versehentlich ein Feuer. Durch den Rauch entdecken Bob und der Detective die geheime Kammer. Bob kann das Monster in einen Käfig einsperren und seine Frau befreien. Nelson gelingt es, des Goldes habhaft zu werden. Das Ehepaar sieht nun einer glücklichen Zukunft entgegen.

## Hintergrund

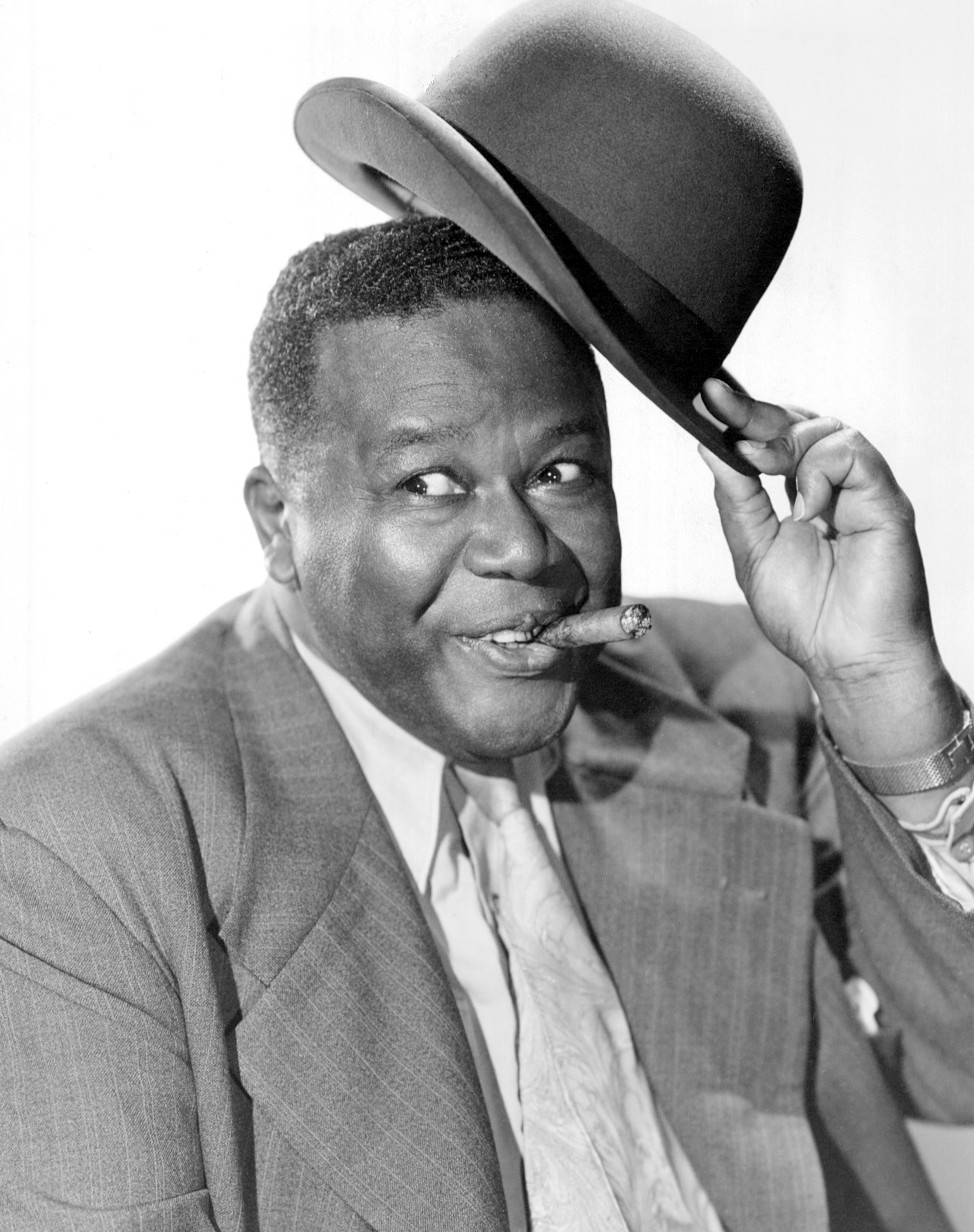
Spencer Williams

Der Name der titelgebenden Figur stammt vom Film Ingagi – Der Herr der Wildnis und bezeichnet dort einen angeblich existierenden Affenmenschen, der mit Frauen in Afrika schläft. Der zutiefst rassistische Film ist im Stil eines Dokumentarfilms gehalten und hat mit Son of Ingagi bis auf den Titel nichts gemeinsam. Der Zusatz „Son of“ wiederum erinnert an „Son of Kong“ (1933, deutscher Titel: King Kongs Sohn). Die ursprüngliche Geschichte des Autors Spencer Williams dagegen hieß House of Horror. Mit beiden Filmen hat der Film nichts zu tun. Vermutlich wurde der Titel aus rein kommerziellen Standpunkten gewählt. Tatsächlich erinnere der Film von seiner Story eher an Frankenstein.
Der Film ist ein sogenannter Racefilm und gilt allgemein als einer der ersten Science-Fiction- und Horrorfilme, der mit einer rein schwarzen Besetzung gedreht wurde. Dies ist jedoch umstritten, den bei dem verschollenen The Conjure Women (1926) von Oscar Micheaux könnte es sich auch um einen Horrorfilm gehandelt haben.
In einem rassistischen Amerika zur Hochzeit der Rassentrennung gedreht, wurde jeglicher Verweis auf eine „weiße Gesellschaft“ getilgt. Lediglich Regisseur Richard C. Kahn ist kein Schwarzer. Spencer Williams selbst, Autor der Vorlage und des Drehbuchs, übernahm eine Rolle als Detective Nelson, eine Art Comic Relief im Film. Für Spencer Williams wurde es der Durchbruch. Er durfte als Regisseur den Racefilm The Blood of Jesus (1941) umsetzen. Neben Oscar Micheaux war er damit der einzige schwarze Regisseur seiner Zeit.
Als besonderes Bonbon trat bei der Hochzeitsfeier die populäre Musikgruppe The Four Toppers auf.
Der Film ist heute im Internet Archive, in der Berkeley Library der University of California sowie im National Museum of African American History and Culture hinterlegt. 1993 wurde er auf dem Filmfest München gezeigt.

## Rezeption
Nach Cynthia Maria Erb leidet der Film an den Makeln vieler sogenannter „Race Films“ der 1940er Jahre, da sie in reinen „black communities“ spielen würden. So kommen in dem Film keine „weißen“ Charaktere vor. Auch Anspielungen auf die Sklaverei, wie die Entführung der Kreatur aus Afrika muss ohne Bezug zu einer weißen Gesellschaft auskommen. So wird die Sklavenherrin eben von einer hellhäutigen Schwarzen gespielt, was den sozialkritischen Charakter des Films vage erscheinen lässt. Dennoch würde der Film rassistische Dschungelfilme aufgreifen und setze diesen eine andere kulturelle Perspektive entgegen. So würde Spencer Williams viel Wert auf Klassenhumor legen. Auch sei die Kreatur weniger als Monster zu sehen, sondern als eine Art verletzliches Wesen, das aus dem Kolonialismus hervorging.
Richard Gilliam von Allmovie bezeichnete den Film als einen der interessantesten Low-Budget-Filme der 1940er. Insbesondere Spencer Williams Auftritt als Detective wäre dem Film sehr zuträglich, wobei er insgesamt die glaubhaften Charaktere lobte und den Mut als Mad Scientist eine Dame mittleren Alters zu besetzen. Großer Schwachpunkt des Films sei jedoch das Monster, das kein „Affenmann“ sei, sondern ganz offensichtlich ein Mann mit einer seltsamen Maske. Auch scheinen einige Stellen zu fehlen, da die Kontinuität des Films mehrfach abrupt durchbrochen wird.